# Pantomallus martinezi
Pantomallus martinezi är en skalbaggsart som beskrevs av Martins och Maria Helena M. Galileo 2002. Pantomallus martinezi ingår i släktet Pantomallus och familjen långhorningar. Inga underarter finns listade i Catalogue of Life.